# Сан Виторе дел Лацио
Сан Вито̀ре дел Ла̀цио (на италиански: San Vittore del Lazio) е малко градче и община в Централна Италия, провинция Фрозиноне, регион Лацио. Разположено е на 210 m надморска височина. Населението на общината е 2735 души (към 2010 г.).